# ФК «Крылья Советов» Куйбышев в сезоне 1973
Сезон 1973 — 29-й сезон «Крыльев Советов», в том числе 7-й сезон во втором по значимости дивизионе СССР. По итогам чемпионата команда заняла 8-е место.

## Чемпионат СССР (первая лига)

### Турнирная таблица
| Место | Команда                     | И  | В  | Нв | Нп | П  | Мячи  | О  |
| ----- | --------------------------- | -- | -- | -- | -- | -- | ----- | -- |
| 6     | «Металлург» (Запорожье)     | 38 | 14 | 6  | 5  | 13 | 62-53 | 34 |
| 7     | «Шинник» (Ярославль)        | 38 | 16 | 2  | 6  | 14 | 48-41 | 34 |
| 8     | «Крылья Советов» (Куйбышев) | 38 | 15 | 4  | 3  | 16 | 46-51 | 34 |
| 9     | «Торпедо» (Кутаиси)         | 38 | 16 | 2  | 2  | 18 | 40-46 | 34 |
| 10    | «Спартак» (Ивано-Франковск) | 38 | 14 | 5  | 2  | 17 | 40-54 | 33 |

### Результаты матчей
| 09 апреля 1973 1 тур | «Нефтчи» (Баку) | 1:1 (4:5 пен.) | «Крылья Советов» (Куйбышев) |  |

| 13 апреля 1973 2 тур | «Строитель» (Ашхабад) | 1:0 | «Крылья Советов» (Куйбышев) |  |

| 22 апреля 1973 3 тур | «Крылья Советов» (Куйбышев) | 0:0 (5:4 пен.) | «Алга» (Фрунзе) |  |

| 26 апреля 1973 4 тур | «Крылья Советов» (Куйбышев) | 0:1 | «Памир» (Душанбе) |  |

| 02 мая 1973 5 тур | «Металлург» (Запорожье) | 3:0 | «Крылья Советов» (Куйбышев) |  |

| 07 мая 1973 6 тур | «Торпедо» (Кутаиси) | 0:1 | «Крылья Советов» (Куйбышев) |  |

| 14 мая 1973 7 тур | «Крылья Советов» (Куйбышев) | 2:0 | «Спартак» (Нальчик) |  |

| 18 мая 1973 8 тур | «Крылья Советов» (Куйбышев) | 1:0 | «Спартак» (Орджоникидзе) |  |

| 24 мая 1973 9 тур | «Крылья Советов» (Куйбышев) | 3:1 | «Звезда» (Пермь) |  |

| 04 июня 1973 11 тур | «Шахтёр» (Караганда) | 1:0 | «Крылья Советов» (Куйбышев) |  |

| 08 июня 1973 12 тур | «Кузбасс» (Кемерово) | 3:2 | «Крылья Советов» (Куйбышев) |  |

| 15 июня 1973 13 тур | «Крылья Советов» (Куйбышев) | 0:1 | «Локомотив» (Москва) |  |

| 19 июня 1973 14 тур | «Крылья Советов» (Куйбышев) | 2:1 | «Металлург» (Липецк) |  |

| 26 июня 1973 15 тур | «Текстильщик» (Иваново) | 2:3 | «Крылья Советов» (Куйбышев) |  |

| 01 июля 1973 16 тур | «Шинник» (Ярославль) | 4:2 | «Крылья Советов» (Куйбышев) |  |

| 06 июля 1973 17 тур | «Крылья Советов» (Куйбышев) | 2:0 | «Спартак» (Ивано-Франковск) |  |

| 10 июля 1973 18 тур | «Крылья Советов» (Куйбышев) | 2:0 | «Металлист» (Харьков) |  |

| 17 июля 1973 19 тур | «Черноморец» (Одесса) | 3:0 | «Крылья Советов» (Куйбышев) |  |

| 22 июля 1973 20 тур | «Нистру» (Кишинев) | 3:0 | «Крылья Советов» (Куйбышев) |  |

| 28 июля 1973 21 тур | «Крылья Советов» (Куйбышев) | 0:0 (5:4 пен.) | «Нефтчи» (Баку) |  |

| 01 августа 1973 22 тур | «Крылья Советов» (Куйбышев) | 2:0 | «Строитель» (Ашхабад) |  |

| 07 августа 1973 23 тур | «Алга» (Фрунзе) | 1:1 (3:1 пен.) | «Крылья Советов» (Куйбышев) |  |

| 13 августа 1973 24 тур | «Памир» (Душанбе) | 2:1 | «Крылья Советов» (Куйбышев) |  |

| 17 августа 1973 25 тур | «Крылья Советов» (Куйбышев) | 1:0 | «Нистру» (Кишинев) |  |

| 21 августа 1973 26 тур | «Крылья Советов» (Куйбышев) | 2:2 (3:4 пен.) | «Черноморец» (Одесса) |  |

| 27 августа 1973 27 тур | «Металлист» (Харьков) | 2:1 | «Крылья Советов» (Куйбышев) |  |

| 31 августа 1973 28 тур | «Спартак» (Ивано-Франковск) | 2:2 (5:4 пен.) | «Крылья Советов» (Куйбышев) |  |

| 06 сентября 1973 29 тур | «Крылья Советов» (Куйбышев) | 2:0 | «Шинник» (Ярославль) |  |

| 10 сентября 1973 30 тур | «Крылья Советов» (Куйбышев) | 2:1 | «Текстильщик» (Иваново) |  |

| 21 сентября 1973 32 тур | «Крылья Советов» (Куйбышев) | 1:0 | «Кузбасс» (Кемерово) |  |

| 27 сентября 1973 33 тур | «Шинник» (Ярославль) | 2:2 (3:5 пен.) | «Крылья Советов» (Куйбышев) |  |

| 01 октября 1973 34 тур | «Спартак» (Орджоникидзе) | 1:0 | «Крылья Советов» (Куйбышев) |  |

| 08 октября 1973 35 тур | «Крылья Советов» (Куйбышев) | 3:2 | «Металлург» (Запорожье) |  |

| 12 октября 1973 36 тур | «Крылья Советов» (Куйбышев) | 2:1 | «Торпедо» (Кутаиси) |  |

| 18 октября 1973 37 тур | «Звезда» (Пермь) | 2:1 | «Крылья Советов» (Куйбышев) |  |

| 22 октября 1973 38 тур | «Крылья Советов» (Куйбышев) | 1:2 | «Шахтёр» (Караганда) |  |

| 29 октября 1973 39 тур | «Металлург» (Липецк) | 3:1 | «Крылья Советов» (Куйбышев) |  |

| 02 ноября 1973 40 тур | «Локомотив» (Москва) | 2:0 | «Крылья Советов» (Куйбышев) |  |

## Кубок СССР

### Результаты матчей
| 16 марта 1973 1/16 финала (первый матч) | «Динамо» (Тбилиси)         | 2:0 | «Крылья Советов» (Куйбышев) | Тбилиси                                                         |
|                                         | Г.Нодия 30′ · Асатиани 85′ |     |                             | Стадион: Локомотив Зрителей: 25000 Судья: Тофик Бахрамов (Баку) |

| 01 апреля 1973 1/16 финала (ответный матч) | «Крылья Советов» (Куйбышев) | 0:0 | «Динамо» (Тбилиси) | Ставрополь                      |
|                                            |                             |     |                    | Стадион: Динамо Зрителей: 16000 |

## Товарищеский матч
| 14 октября 1973 | Крылья Советов - ветераны | 1:4 | Крылья Советов                                               | Куйбышев           |
| 16:00           | Арон Гирсон               |     | Павел Шмельков Валерьян Панфилов Валерий Павлюк Юрий Старков | Стадион: Металлург |